# Couroupita
Couroupita Aubl. è un genere di piante della famiglia Lecythidaceae

## Tassonomia
Il genere comprende le seguenti specie:
- Couroupita guianensis Aubl.
- Couroupita nicaraguarensis DC.
- Couroupita subsessilis Pilg.